# Ектор Кіньйонес
Ектор Кіньйонес (ісп. Héctor Quiñónes, нар. 17 березня 1992, Калі) — колумбійський футболіст, захисник клубу «Порту». На умовах оренди грає за «Пенафіел».

## Клубна кар'єра
Народився 17 березня 1992 року в Калі. Вихованець футбольної школи клубу «Депортіво Калі». Дорослу футбольну кар'єру розпочав 2010 року в основній команді того ж клубу, в якій провів один сезон, взявши участь у 20 матчах чемпіонату.
Своєю привернув увагу представників тренерського штабу клубу «Атлетіко Хуніор», до складу якого приєднався на умовах оренди 2012 року.
Того ж року уклав контракт з португальським «Порту», грав здебільшого за другу команду клубу. 2014 року був відданий в оренду до португальського ж «Пенафіела».

## Виступи за збірні
2009 року дебютував у складі юнацької збірної Колумбії, взяв участь у 5 іграх на юнацькому рівні, відзначившись 1 забитим голом.
Протягом 2010-2012 років залучався до складу молодіжної збірної Колумбії, у складі якої взяв участь у домашньому молодіжному чемпіонаті світу 2011 року. Всього на молодіжному рівні зіграв у 5 офіційних матчах.

## Титули і досягнення
- Володар Кубка Колумбії: 2010
- Чемпіон Португалії: 2012-13
- Чемпіон Колумбії: 2019К, 2020